# Nils Liedholm
Nils Liedholm, né le 8 octobre 1922 à Valdemarsvik en Suède et mort le 5 novembre 2007 à Cuccaro Monferrato en Italie, est un footballeur international suédois.
Liedholm évolue pendant douze saisons comme milieu offensif pour le Milan AC et fait partie de l'équipe de Suède qui dispute la finale de la coupe du monde de football de 1958. Il réalise par la suite une carrière d'entraîneur, principalement avec le Milan AC et l'AS Rome.

## Carrière

### Footballeur

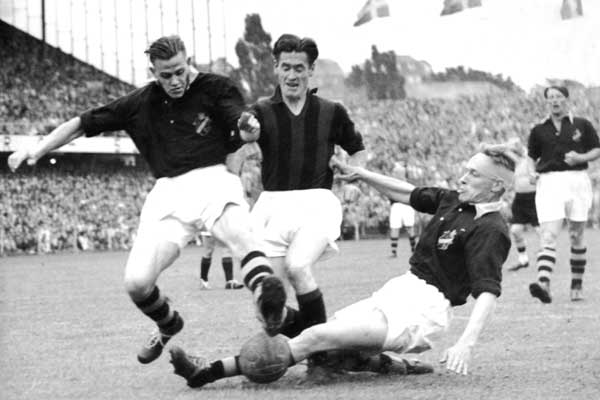
Liedholm, au centre, avec le Milan AC en 1950

Formé dans le club de football de Valdemarsvik, Liedholm découvre le football professionnel avec l'IK Sleipner, en 1943, à 21 ans. Trois ans plus tard, il signe à l'IFK Norrköping, un des plus grands clubs suédois, avec lequel il remporte deux titres de champion de Suède en 1947 et 1948. 
Liedhom est sélectionné pour la première fois en équipe nationale en 1946. Deux ans plus tard, il est de la délégation suédoise aux Jeux olympiques de Londres. Titulaire aux côtés de Gunnar Gren et de Gunnar Nordahl, il forme un redoutable trio offensif, connu comme le « Gre-No-Li », dont l'efficacité permet la conquête de la médaille d'or, remportée en finale face à la Yougoslavie (3-1).
Ces performances lui permettent de rejoindre le prestigieux club italien du Milan AC en 1949. Il débute en Série A le 11 septembre 1949 contre la Sampdoria. Lors de sa première saison, il marque 18 buts en 37 matchs. Le Milan AC reconstitue le trio suédois « Gre-No-Li », qui contribue largement à la conquête du championnat d'Italie, le premier pour le club depuis 1907, et de Coupe latine (remportée en finale face au Lille OSC (5-0)) en 1951.
Trois autres couronnes nationales suivent en 1955, 1957 et 1959, ainsi qu'une nouvelle Coupe latine en 1956. Il mène également son club en finale de Coupe des clubs champions européens 1957-1958, perdue face au grand Real Madrid après prolongation (3-2). 

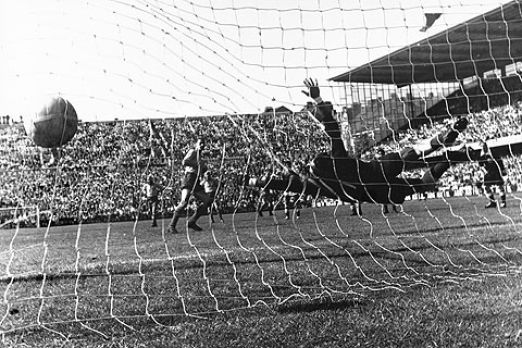
But de Liedholm lors de la Coupe du monde 1958

Alors qu'il a manqué les deux éditions précédentes du fait de sa pratique professionnelle du football, il est le capitaine, à près de 36 ans, de la sélection suédoise pour la phase finale de la coupe du monde de football de 1958, organisée par son pays. Il contribue largement au parcours exceptionnel des Suédois qui parviennent en finale. Opposés au Brésil du jeune Pelé, les Scandinaves ouvrent le score par leur capitaine (Liedhom est à ce titre le plus vieux buteur de toutes les finales de la Coupe du monde) mais s'inclinent finalement (5-2).
À sa retraite sportive, en 1961, Liedholm a joué 359 matchs de championnat avec le Milan AC pour 81 buts. Sa qualité de passe et ses capacités physiques, qui lui ont permis de jouer au plus haut niveau jusqu'à près de 39 ans, sont reconnues comme remarquables.

### Entraîneur de football
Liedholm reste au Milan AC après sa retraite sportive et y entame sa reconversion. Il y dirige l'équipe première de 1964 à 1966. Deuxième du championnat la première année, il n'achève sa deuxième saison qu'au septième rang. Il entame alors une longue carrière à travers le pays. Il prend d'abord en charge des équipes de second plan, avant de revenir entraîner à plusieurs reprises des équipes majeures comme l'ACF Fiorentina, l'AS Rome et le Milan AC.
Il remporte son premier titre de champion d'Italie en 1979, avec le Milan AC, avant de signer à l'AS Rome avec laquelle il gagne le « scudetto » en 1983 et trois coupes d'Italie (en 1980, 1981 et 1984). En 1984, il mène les Romains en finale de Coupe des clubs champions européens, perdue contre les Anglais de Liverpool FC aux tirs au but (1-1, 4-2 tab). Liedholm se fait alors remarquer en faisant pratiquer à son équipe une défense de zone, ce qui était inhabituel en Italie.
Dans les années 1990, il assure de brefs intérims à la tête du Hellas Verone et de l'AS Rome, avant de prendre définitivement sa retraite en 1997, à 75 ans. Il se consacre alors aux vignobles de son entreprise agricole, aidé par son fils Carlo, en produisant leur propre vin. Il meurt en 2007 à Cuccaro Monferrato, au Piémont en Italie.
lorsqu'il signa en 1949 au Milan AC, Liedholm affirma à ses parents qu'il allait rester deux ans en Italie: en effet il y passa presque soixante ans de sa vie.

## Parcours
Joueur
- 1942- 1946 : IK Sleipner ( Suède)
- 1946- 1949 : IFK Norrköping ( Suède)
- 1949- 1961 : Milan AC ( Italie)

Entraîneur
- 1963- 1966 : Milan AC ( Italie)
- 1966- 1968 : Hellas Vérone ( Italie)
- 1968- 1969 : AC Monza ( Italie)
- 1969- 1971 : Varese FC ( Italie)
- 1971- 1973 : ACF Fiorentina ( Italie)
- 1973- 1977 : AS Rome ( Italie)
- 1977- 1979 : Milan AC ( Italie)
- 1979- 1984 : AS Rome ( Italie)
- 1984- 1987 : Milan AC ( Italie)
- 1987- 1989 : AS Rome ( Italie)
- 1992 : Hellas Vérone ( Italie)
- 1997 : AS Rome ( Italie)

## Palmarès

### Palmarès de joueur
- Médaille d'or aux Jeux olympiques d'été de 1948 avec l'équipe de Suède
- Finaliste de la Coupe du monde 1958 avec l'équipe de Suède
- Finaliste de la Coupe d'Europe des Clubs Champions 1958 avec l'AC Milan
- Champion de Suède en 1947 et 1948 avec l'IFK Norrköping
- Champion d'Italie en 1951, 1955, 1957 et 1959 avec le Milan AC
- Vainqueur de la Coupe Latine en 1951 et 1956 avec le Milan AC
- Finaliste de la Coupe Latine en 1953 avec le Milan AC

### Palmarès d'entraîneur
- Champion d'Italie en 1979 avec le Milan AC
- Champion d'Italie en 1983 avec l'AS Rome
- Finaliste de la Coupe d'Europe des Clubs Champions 1984 avec l'AS Roma
- Vainqueur de la Coupe d'Italie en 1980, 1981 et 1984 avec l'AS Rome

## Autres sports
Liedholm pratique le bandy à Valdemarsvik durant sa jeunesse et fait même partie de l'équipe du district d'Östergötland de la discipline, avant de devenir footballeur professionnel. Par la suite en Italie, Liedholm exerce notamment de nombreuses disciplines de l'athlétisme à côté du football, ce qui explique en partie sa longévité au plus haut niveau. 